# Бадурашвили, Лали
Лали Бадурашвили (груз. ლალი ბადურაშვილი, 29 июня 1938 — 4 февраля 2020) — грузинская советская актриса театра и кино. Почётный гражданин Тбилиси.

## Биография
Окончила Тбилисский институт иностранных языков имени Ильи Чавчавадзе по специальности французский язык. Работала на кафедре Тбилисского государственного университета.
В 1970 году снялась в фильме «Десница великого мастера», в котором сыграла Шорену. Была редактором на киностудии «Грузия-фильм».
«Я бы ничего не хотела изменить в своей жизни, абсолютно ничего», — сказала она в одном из последних интервью
Скончалась от тяжёлой болезни.
Уход из жизни Лали Бадурашвили назван одной из главных потерь 2020 года культуры Грузии

## Фильмография
- 2014 «С осенью в сердце» (Аделина)
- 2003 «Другая история Грузии»
- 1993 «Тбилиси — мой дом»
- 1984 «Понедельник — день обычный» (Лали)
- 1973 «Леван Хидашели» (Марин)
- 1972 «Искатели затонувшего города» (Лали)
- 1970 «Десница великого мастера» (Шорена)